# Dolní Vilémovice
Dolní Vilémovice (in tedesco Unter Willimowitz) è un comune della Repubblica Ceca facente parte del distretto di Třebíč, nella regione di Vysočina.